# Новий імперіалізм
В історичному контексті, новий імперіалізм (також неоімперіалізм) характеризує період колоніальної експансії європейських держав, США і Японії в кінці 19 і початку 20 ст.. Цей період ознаменувався безпрецедентним прагненням до заморських територіальних придбань. У той час, держави зосереджували зусилля на побудові своїх імперій з новими технологічними досягненнями та розробками, збільшуючи свою територію через завоювання та експлуатацію ресурсів підпорядкованих країн.
За часів нового імперіалізму, західні держави (і Японія) окремо підкорили майже всю Африку та частини Азії. Нова хвиля імперіалізму відображала триваюче суперництво між великими державами, економічне прагнення до нових ресурсів і ринків, та етос «цивілізаційної місії». Багато колоній, створених в цю епоху, отримали незалежність в епоху деколонізації, що настала після Другої світової війни.
Визначник «новий» використовується для диференціації сучасного імперіалізму від попередньої імперської діяльності, наприклад, так званої першої хвилі європейської колонізації між 15 і початком 19 ст.. У першій хвилі колонізації, європейські держави захопили і колонізували Америку та Сибір; пізніше вони створили ще більше аванпостів у Африці та Азії.